# キーイング
キーイング（英: keying）は、映像編集技術の一つで、色・明暗などの成分から画像・映像（動画）の一部を抜き出すこと。

## 概要
ブルーバック撮影などをしてその色だけを取り除くクロマキー、明るさの情報から抜き出すルミナンスキーなどがある。
キーイングの機能に特化したソフトウェアやプラグインをキーヤーと呼び、代表的なキーヤーにultimatte（アルチマット）、Primatte Keyer（プライマットキーヤー）、Keylight（キーライト）などがある。